# ملقا الهولندية
ملقا الهولندية (1641–1825) كانت أطول فترة كانت فيها مدينة ملقا تحت السيطرة الأجنبية.